# Blanzay
Blanzay ist ein westfranzösischer Ort und eine Gemeinde mit 804 Einwohnern (Stand: 1. Januar 2022) im Département Vienne in der Region Nouvelle-Aquitaine. Die Gemeinde gehört zum Arrondissement Montmorillon und zum Kanton Civray. Die Einwohner werden Blanzéens genannt.

## Lage
Blanzay liegt etwa 42 Kilometer südsüdwestlich von Poitiers. Umgeben wird Blanzay von den Nachbargemeinden Romagne im Norden und Nordosten, Champniers im Osten und Nordosten, Savigné im Osten und Südosten, Saint-Pierre-d’Exideuil im Süden, Champagné-le-Sec im Südwesten, Chaunay im Westen sowie Brux im Nordwesten.

## Bevölkerungsentwicklung
| Jahr                      | 1962 | 1968 | 1975 | 1982 | 1990 | 1999 | 2006 | 2013 |
| Einwohner                 | 1138 | 989  | 915  | 840  | 804  | 798  | 843  | 805  |
| Quelle: Cassini und INSEE |      |      |      |      |      |      |      |      |

## Sehenswürdigkeiten
Siehe auch: Liste der Monuments historiques in Blanzay
- Kirche Saint-Hilaire aus dem 12. Jahrhundert mit Umbauten aus dem 15. Jahrhundert
- Reste der alten Kirche Saint-Antoine aus dem 12./13. Jahrhundert
- Schloss La Maillollière aus dem 16. Jahrhundert

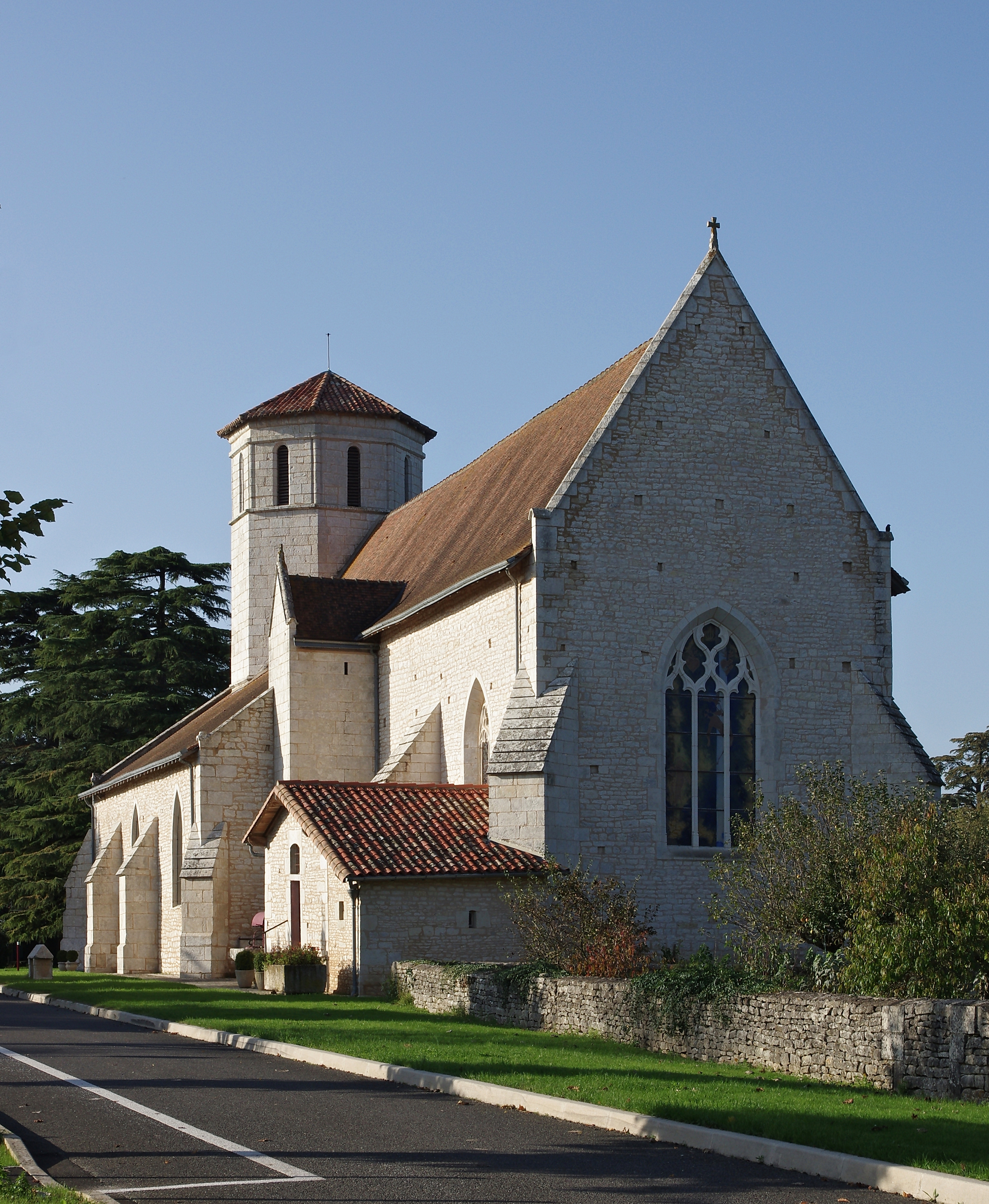
Kirche Saint-Hilaire